# Чемпионат Европы по лёгкой атлетике 2018
24-й чемпионат Европы по лёгкой атлетике проходил с 7 по 12 августа 2018 года на Олимпийском стадионе в Берлине. В ряде видов квалификационные соревнования состоялись 6 августа, за день до официального открытия чемпионата. Турнир в третий раз в истории проходил на территории Германии и впервые — в столице страны. К участию были допущены спортсмены, выполнившие в установленные сроки необходимые квалификационные требования и нормативы. На протяжении шести дней были разыграны 48 комплектов медалей.
Чемпионат Европы по лёгкой атлетике являлся частью первого в истории объединённого чемпионата Европы по летним видам спорта. Соревнования проходили со 2 по 12 августа в Берлине и британском Глазго. В 2018 году это мультиспортивное мероприятие включало в себя семь чемпионатов Европы:
- Чемпионат Европы по лёгкой атлетике (Берлин, 7—12 августа)
- Чемпионат Европы по водным видам спорта (Глазго, 3—12 августа)
- Чемпионат Европы по велоспорту (шоссе, велотрек, маунтинбайк, BMX) (Глазго, 2—12 августа)
- Чемпионат Европы по академической гребле (Глазго, 2—5 августа)
- Чемпионат Европы по триатлону (Глазго, 9—11 августа)
- Чемпионат Европы по спортивной гимнастике (Глазго, женщины — 2—5 августа, мужчины — 9—12 августа)
- Командный чемпионат Европы по гольфу (Глазго, 8—12 августа)

В соревнованиях участвовали 1572 легкоатлета (828 мужчин и 744 женщины) из 51 страны Европы.

## Место проведения
Решение о проведении чемпионата в Берлине было принято 2 ноября 2013 года на совете Европейской легкоатлетической ассоциации.
Основная часть соревнований прошла на Олимпийском стадионе, спортивная ходьба и марафон были проведены по городским улицам. Марафонцы преодолели четыре 10-километровых круга, проложенных рядом с достопримечательностями немецкой столицы: Берлинским зоопарком, Колонной Победы, Дворцом Бельвю и Бранденбургскими воротами. Для ходьбы на 20 км была организована кольцевая трасса длиной 1 км, для ходьбы на 50 км — длиной 2 км. Старт и финиш располагались на площади Брайтшайдплац.

## Изменения в правилах и программе
В программу чемпионата в 2018 году была добавлена женская спортивная ходьба на 50 км. Таким образом, как и ранее на чемпионате мира 2017 года, на европейском континентальном первенстве впервые было достигнуто равенство между женскими и мужскими дисциплинами (по 24).
Как и на предыдущем чемпионате Европы, 12 лучших спортсменов сезона (но не более трёх от страны) в спринтерском и барьерном беге освобождались от участия в предварительных забегах. Им было гарантировано место в полуфинале.
Чемпионат Европы 2018 года стал одним из первых официальных турниров, который прошёл после изменения в правилах ИААФ, принятых с целью повышения динамичности и зрелищности соревнований. В вертикальных прыжках время на попытку было сокращено с 60 до 30 секунд. Данное нововведение подверглось критике со стороны спортсменов. В эстафете 4×100 метров вместо 10-метровой зоны разбега и 20-метровой зоны передачи палочки была оставлена 30-метровая зона передачи палочки. Некоторые мелкие изменения коснулись экипировки спортсменов и технического регламента.

## Запрет на участие сборной России
Как и на предыдущем чемпионате в 2016 году, в соревнованиях не участвовала сборная России. Отстранение российских легкоатлетов от международных стартов, инициированное ИААФ в ноябре 2015 года в связи с допинговым скандалом, в очередной раз было оставлено в силе 27 июля 2018 года. В то же время Международная федерация по ходу 2018 года допустила несколько десятков российских спортсменов к стартам за границей, где они могли выступать в качестве нейтральных атлетов. Тридцать из них допущены организаторами к участию в чемпионате Европы.

## Итоги соревнований
Наибольшего успеха среди всех участников добилась британская бегунья Дина Эшер-Смит, ставшая трёхкратной чемпионкой Европы. Она выиграла спринт на 100 и 200 метров, оба раза улучшив собственные национальные рекорды (10,85 и 21,89 соответственно), а затем помогла сборной Великобритании выиграть золото в эстафете 4×100 метров.
Двукратными победителями в Берлине стали британец Жарнел Хьюз (100 м, эстафета 4×100 метров), норвежец Якоб Ингебригтсен (1500 м, 5000 м), а также Юстина Свенти-Эрсетич из Польши (400 м, эстафета 4×400 метров). При этом Ингебригтсен установил сразу нескольких уникальных достижений. Он стал самым молодым победителем среди мужчин в истории чемпионатов Европы: в день финала на 1500 метров ему было 17 лет 324 дня. Среди женщин в более молодом возрасте золото выигрывали только британка Джун Пол (16 лет 75 дней, 1950 год, эстафета 4×100 м) и Мария Крус Диас из Испании (16 лет 306 дней, 1986 год, ходьба на 10 км). Якоб стал третьим членом своей семьи, выигравшим дистанцию 1500 метров на чемпионате Европы. Ранее этот титул выигрывали его старшие братья, в 2012 году — Хенрик Ингебригтсен, в 2016 году — Филип Ингебригтсен. Они также бежали в берлинском финале, но остались за пределами призовой тройки. Через день Якоб Ингебригтсен стал первым легкоатлетом в истории, сделавшим победный дубль в беге на 1500 и 5000 метров на одном чемпионате Европы.
Другой молодой талант ярко проявил себя в секторе для прыжка с шестом. 18-летний швед Арман Дюплантис трижды по ходу турнира улучшал юниорский мировой рекорд, подняв его на высоту 6,05 м. Этого оказалось достаточно, чтобы стать чемпионом Европы, занять четвёртое место в списке сильнейших прыгунов в истории лёгкой атлетики и оказаться самым молодым шестовиком, покорившим 6-метровый рубеж. Россиянин Тимур Моргунов, выступавший в качестве нейтрального атлета, взял 6,00 м, но этот результат принёс ему только серебряную медаль.
Рамиль Гулиев из Турции установил новый рекорд соревнований в беге на 200 метров (19,76) и всего 0,04 секунды уступил рекорду Европы итальянца Пьетро Меннеа.
Хорватская легкоатлетка Сандра Перкович в пятый раз подряд стала сильнейшей в Европе в метании диска. Она оказалась первой, кто выиграл пять золотых медалей турнира в одной дисциплине.
В беге на 400 метров с барьерами упорная борьба за золото принесла высокие результаты. Норвежец Карстен Вархольм стал чемпионом с молодёжным рекордом Европы (47,64) и уступил взрослому континентальному достижению всего 0,16 секунды. Ясмани Копельо финишировал вторым с новым рекордом Турции (47,81).

## Призёры
Сокращения: WR — мировой рекорд | ER — рекорд Европы | NR — национальный рекорд | CR — рекорд чемпионата

Курсивом выделены участники, выступавшие за эстафетные команды только в предварительных забегах

### Мужчины
| Дисциплина                                     | Золото | Золото             | Серебро                                                                                        | Серебро            | Бронза                                                                                                 | Бронза             |
| ---------------------------------------------- | --- | ------------------ | ---------------------------------------------------------------------------------------------- | ------------------ | --- | ------------------ |
| 100 м (ветер: 0,0 м/с) подробности             | Зарнел Хьюз Великобритания                                                                                | 9,95 CR            | Рис Прескод Великобритания                                                                     | 9,96               | Жак Харви Турция                                                                                       | 10,01              |
| 200 м (ветер: +0,7 м/с) подробности            | Рамиль Гулиев Турция                                                                                      | 19,76 CR           | Нетанил Митчелл-Блейк Великобритания                                                           | 20,04              | Алекс Уилсон Швейцария                                                                                 | 20,04 NR           |
| 400 м подробности                              | Мэттью Хадсон-Смит Великобритания                                                                         | 44,78              | Кевин Борле Бельгия                                                                            | 45,13              | Жонатан Борле Бельгия                                                                                  | 45,19              |
| 800 м подробности                              | Адам Кщот Польша                                                                                          | 1.44,59            | Андреас Крамер Швеция                                                                          | 1.45,03 =NR        | Пьер-Амбруаз Босс Франция                                                                              | 1.45,30            |
| 1500 м подробности                             | Якоб Ингебригтсен Норвегия                                                                                | 3.38,10            | Марцин Левандовский Польша                                                                     | 3.38,14            | Джейк Уайтмен Великобритания                                                                           | 3.38,25            |
| 5000 м подробности                             | Якоб Ингебригтсен Норвегия                                                                                | 13.17,06 EU20R     | Хенрик Ингебригтсен Норвегия                                                                   | 13.18,75           | Мурад Амдуни Франция                                                                                   | 13.19,14           |
| 10 000 м подробности                           | Мурад Амдуни Франция                                                                                      | 28.11,22           | Башир Абди Бельгия                                                                             | 28.11,76           | Йеманеберхан Криппа Италия                                                                             | 28.12,15           |
| Марафон подробности                            | Кун Нарт Бельгия                                                                                          | 2:09.51 CR         | Тадессе Абрахам Швейцария                                                                      | 2:11.24            | Яссин Рашик Италия                                                                                     | 2:12.09            |
| 3000 м с препятствиями подробности             | Махидин Мехисси-Бенаббад Франция                                                                          | 8.31,66            | Фернандо Карро Испания                                                                         | 8.34,16            | Йоханес Кьяппинелли Италия                                                                             | 8.35,81            |
| 110 м с барьерами (ветер: 0,0 м/с) подробности | Паскаль Мартино-Лагард Франция                                                                            | 13,17              | Сергей Шубенков Нейтральный атлет                                                              | 13,17              | Орландо Ортега Испания                                                                                 | 13,34              |
| 400 м с барьерами подробности                  | Карстен Вархольм Норвегия                                                                                 | 47,64 EU23R NR     | Ясмани Копельо Турция                                                                          | 47,81 NR           | Томас Барр Ирландия                                                                                    | 48,31              |
| Прыжок в высоту подробности                    | Матеуш Пшибылко Германия                                                                                  | 2,35 м             | Максим Недосеков Беларусь                                                                      | 2,33 м             | Илья Иванюк Нейтральный атлет                                                                          | 2,31 м             |
| Прыжок с шестом подробности                    | Арман Дюплантис Швеция                                                                                    | 6,05 м WU20R CR    | Тимур Моргунов Нейтральный атлет                                                               | 6,00 м             | Рено Лавиллени Франция                                                                                 | 5,95 м             |
| Прыжок в длину подробности                     | Милтиадис Тентоглу Греция                                                                                 | 8,25 м (−0,3 м/с)  | Фабиан Хайнле Германия                                                                         | 8,13 м (−0,2 м/с)  | Сергей Никифоров Украина                                                                               | 8,13 м (+0,1 м/с)  |
| Тройной прыжок подробности                     | Нелсон Эвора Португалия                                                                                   | 17,10 м (−0,1 м/с) | Алексис Копельо Азербайджан                                                                    | 16,93 м (+0,1 м/с) | Димитриос Циамис Греция                                                                                | 16,78 м (−0,1 м/с) |
| Толкание ядра подробности                      | Михал Харатык Польша                                                                                      | 21,72 м            | Конрад Буковецкий Польша                                                                       | 21,66 м            | Давид Шторль Германия                                                                                  | 21,41 м            |
| Метание диска подробности                      | Андрюс Гуджюс Литва                                                                                       | 68,46 м            | Даниэль Столь Швеция                                                                           | 68,23 м            | Лукас Вайссхайдингер Австрия                                                                           | 65,14 м            |
| Метание молота подробности                     | Войцех Новицкий Польша                                                                                    | 80,12 м            | Павел Файдек Польша                                                                            | 78,69 м            | Бенце Халас Венгрия                                                                                    | 77,36 м            |
| Метание копья подробности                      | Томас Рёлер Германия                                                                                      | 89,47 м            | Андреас Хофман Германия                                                                        | 87,60 м            | Магнус Кирт Эстония                                                                                    | 85,96 м            |
| Десятиборье подробности                        | Артур Абеле Германия                                                                                      | 8431 очко          | Илья Шкуренёв Нейтральный атлет                                                                | 8321 очко          | Виталий Жук Беларусь                                                                                   | 8290 очков         |
| Ходьба на 20 км подробности                    | Альваро Мартин Испания                                                                                    | 1:20.42            | Диего Гарсия Испания                                                                           | 1:20.48            | Василий Мизинов Нейтральный атлет                                                                      | 1:20.50            |
| Ходьба на 50 км подробности                    | Марьян Закальницкий Украина                                                                               | 3:46.32            | Матей Тот Словакия                                                                             | 3:47.27            | Дмитрий Дюбин Беларусь                                                                                 | 3:47.59            |
| Эстафета 4×100 м подробности                   | Великобритания · Чиджинду Уджа · Зарнел Хьюз · Адам Джемили · Харри Эйкинс-Эрьити · Нетанил Митчелл-Блейк | 37,80              | Турция · Эмре Барнс · Жак Харви · Игитджан Хекимоглу · Рамиль Гулиев                           | 37,98 NR           | Нидерланды · Кристофер Гария · Чуранди Мартина · Хенсли Паулина · Таймир Бёрнет                        | 38,03 NR           |
| Эстафета 4×400 м подробности                   | Бельгия · Дилан Борле · Жонатан Борле · Джонатан Сакур · Кевин Борле · Робин Вандербемден · Жюльен Ватрен | 2.59,47            | Великобритания · Рабах Юсиф · Дуэйн Коуэн · Мэттью Хадсон-Смит · Мартин Руни · Кэмерон Чалмерс | 3.00,36            | Испания · Оскар Усильос · Лукас Буа · Самуэль Гарсия · Бруно Ортелано · Дарвин Эчеверри · Марк Ухакпор | 3.00,78            |

### Женщины
| Дисциплина                                      | Золото | Золото             | Серебро                                                                                         | Серебро            | Бронза | Бронза             |
| ----------------------------------------------- | --- | ------------------ | ----------------------------------------------------------------------------------------------- | ------------------ | --- | ------------------ |
| 100 м (ветер: 0,0 м/с) подробности              | Дина Эшер-Смит Великобритания | 10,85 =WL NR       | Джина Люккенкемпер Германия                                                                     | 10,98 EU23R        | Дафне Схипперс Нидерланды                                                                                          | 10,99              |
| 200 м (ветер: +0,2 м/с) подробности             | Дина Эшер-Смит Великобритания | 21,89 WL NR        | Дафне Схипперс Нидерланды                                                                       | 22,14              | Ямиле Самуэль Нидерланды                                                                                           | 22,37              |
| 400 м подробности                               | Юстина Свенти-Эрсетич Польша | 50,41              | Мария Белибасаки Греция                                                                         | 50,45              | Лизанне Де Витте Нидерланды                                                                                        | 50,77              |
| 800 м подробности                               | Наталия Прищепа Украина | 2.00,38            | Ренель Ламот Франция                                                                            | 2.00,62            | Ольга Ляховая Украина                                                                                              | 2.00,79            |
| 1500 м подробности                              | Лора Мьюр Великобритания | 4.02,32            | София Эннауи Польша                                                                             | 4.03,08            | Лора Уэйтман Великобритания                                                                                        | 4.03,75            |
| 5000 м подробности                              | Сифан Хассан Нидерланды | 14.46,12 CR        | Эйлиш Макколган Великобритания                                                                  | 14.53,05           | Ясемин Джан Турция                                                                                                 | 14.57,63           |
| 10 000 м подробности                            | Лона Чемтаи Израиль | 31.43,29           | Сюзан Круминс Нидерланды                                                                        | 31.52,55           | Мераф Бахта Швеция                                                                                                 | 32.19,34           |
| Марафон подробности                             | Ольга Мазурёнок Беларусь | 2:26.22            | Клеманс Кальвен Франция                                                                         | 2:26.28            | Эва Врабцова-Нывльтова Чехия                                                                                       | 2:26.31 NR         |
| 3000 м с препятствиями подробности              | Геза-Фелиситас Краузе Германия | 9.19,80            | Фабьенн Шлумпф Швейцария                                                                        | 9.22,29            | Каролина Гровдаль Норвегия                                                                                         | 9.24,46            |
| 100 м с барьерами (ветер: −0,5 м/с) подробности | Эльвира Герман Беларусь | 12,67              | Памела Дуткевич Германия                                                                        | 12,72              | Синди Роледер Германия                                                                                             | 12,77              |
| 400 м с барьерами подробности                   | Леа Шпрунгер Швейцария | 54,33              | Анна Рыжикова Украина                                                                           | 54,51              | Меган Бисли Великобритания                                                                                         | 55,31              |
| Прыжок в высоту подробности                     | Мария Ласицкене Нейтральный атлет | 2,00 м             | Мирела Демирева Болгария                                                                        | 2,00 м             | Мари-Лоренс Юнгфляйш Германия                                                                                      | 1,96 м             |
| Прыжок с шестом подробности                     | Екатерини Стефаниди Греция | 4,85 м CR          | Николета Кириакопулу Греция                                                                     | 4,80 м             | Холли Брэдшоу Великобритания                                                                                       | 4,75 м             |
| Прыжок в длину подробности                      | Малайка Михамбо Германия | 6,75 м (−0,7 м/с)  | Марина Бех Украина                                                                              | 6,73 м (−0,1 м/с)  | Шара Проктор Великобритания                                                                                        | 6,70 м (−0,4 м/с)  |
| Тройной прыжок подробности                      | Параскеви Папахристу Греция | 14,60 м (−0,1 м/с) | Кристин Гириш Германия                                                                          | 14,45 м (−0,5 м/с) | Ана Пелетейро Испания                                                                                              | 14,44 м (+0,1 м/с) |
| Толкание ядра подробности                       | Паулина Губа Польша | 19,33 м            | Кристина Шваниц Германия                                                                        | 19,19 м            | Алёна Дубицкая Беларусь                                                                                            | 18,81 м            |
| Метание диска подробности                       | Сандра Перкович Хорватия | 67,62 м            | Надин Мюллер Германия                                                                           | 63,00 м            | Шанис Крафт Германия                                                                                               | 62,46 м            |
| Метание молота подробности                      | Анита Влодарчик Польша | 78,94 м CR         | Александра Тавернье Франция                                                                     | 74,78 м NR         | Йоанна Фёдоров Польша                                                                                              | 74,00 м            |
| Метание копья подробности                       | Кристин Хуссонг Германия | 67,90 м CR         | Никола Огродникова Чехия                                                                        | 61,85 м            | Ливета Ясюнайте Литва                                                                                              | 61,59 м            |
| Семиборье подробности                           | Нафиссату Тиам Бельгия | 6816 очков WL      | Катарина Джонсон-Томпсон Великобритания                                                         | 6759 очков         | Каролин Шефер Германия                                                                                             | 6602 очка          |
| Ходьба на 20 км подробности                     | Мария Перес Испания | 1:26.36 CR         | Анежка Драготова Чехия                                                                          | 1:27.03            | Антонелла Пальмизано Италия                                                                                        | 1:27.30            |
| Ходьба на 50 км подробности                     | Инеш Энрикеш Португалия | 4:09.21 CR         | Алина Цвилий Украина                                                                            | 4:12.44 NR         | Юлия Такач Испания                                                                                                 | 4:15.22            |
| Эстафета 4×100 м подробности                    | Великобритания · Аша Филип · Имани-Лара Лансиквот · Бьянка Уильямс · Дина Эшер-Смит · Дэрилл Нейта                                           | 41,88 WL           | Нидерланды · Дафне Схипперс · Марие ван Хюненстейн · Ямиле Самуэль · Наоми Седней               | 42,15              | Германия · Лиза Мари Квайе · Джина Люккенкемпер · Татьяна Пинту · Ребекка Хазе                                     | 42,23              |
| Эстафета 4×400 м подробности                    | Польша · Малгожата Голуб-Ковалик · Ига Баумгарт-Витан · Патриция Выцишкевич · Юстина Свенти-Эрсетич · Наталья Качмарек · Мартина Домбровская | 3.26,59            | Франция · Элеа-Марьяма Диарра · Дебора Сананес · Агнес Рааролаи · Флория Гей · Эстель Перроссье | 3.27,17            | Великобритания · Зои Кларк · Аника Онуора · Эми Оллкок · Эйлид Дойл · Финетт Агьяпонг · Мэри Абичи · Эмили Даймонд | 3.27,40            |

## Медальный зачёт
Медали в 48 дисциплинах лёгкой атлетики завоевали представители 28 стран.
 Принимающая страна
| Место | Страна             | Золото | Серебро | Бронза | Всего |
| ----- | ------------------ | ------ | ------- | ------ | ----- |
| 1     | Великобритания     | 7      | 5       | 6      | 18    |
| 2     | Польша             | 7      | 4       | 1      | 12    |
| 3     | Германия           | 6      | 7       | 6      | 19    |
| 4     | Франция            | 3      | 4       | 3      | 10    |
| 5     | Бельгия            | 3      | 2       | 1      | 6     |
| 5     | Греция             | 3      | 2       | 1      | 6     |
| 7     | Норвегия           | 3      | 1       | 1      | 5     |
| 8     | Украина            | 2      | 3       | 2      | 7     |
| 9     | Испания            | 2      | 2       | 4      | 8     |
| 10    | Беларусь           | 2      | 1       | 3      | 6     |
| 11    | Португалия         | 2      | 0       | 0      | 2     |
| 12    | Нидерланды         | 1      | 3       | 4      | 8     |
| —     | Нейтральные атлеты | 1      | 3       | 2      | 6     |
| 13    | Турция             | 1      | 2       | 2      | 5     |
| 14    | Швеция             | 1      | 2       | 1      | 4     |
| 15    | Швейцария          | 1      | 1       | 2      | 4     |
| 16    | Литва              | 1      | 0       | 1      | 2     |
| 17    | Израиль            | 1      | 0       | 0      | 1     |
| 17    | Хорватия           | 1      | 0       | 0      | 1     |
| 19    | Чехия              | 0      | 2       | 1      | 3     |
| 20    | Азербайджан        | 0      | 1       | 0      | 1     |
| 20    | Болгария           | 0      | 1       | 0      | 1     |
| 20    | Словакия           | 0      | 1       | 0      | 1     |
| 23    | Италия             | 0      | 0       | 4      | 4     |
| 24    | Австрия            | 0      | 0       | 1      | 1     |
| 24    | Венгрия            | 0      | 0       | 1      | 1     |
| 24    | Ирландия           | 0      | 0       | 1      | 1     |
| 24    | Эстония            | 0      | 0       | 1      | 1     |
| Всего | Всего              | 48     | 48      | 48     | 144   |